# Luigi Bertoni
Luigi Bertoni (Milano, 6 febbraio 1872 – Ginevra, 19 gennaio 1947) è stato un anarchico, tipografo, redattore e sindacalista svizzero.
Fu uno dei protagonisti del movimento anarchico in Svizzera.

## Biografia
Bertoni nacque a Milano, figlio di madre italiana (Carolina Dominioni, morta nel 1914) e padre ticinese di Lottigna (Giuseppe, 1821-1897). La sua era famiglia di medio-alto livello culturale, con radici repubblicane e fortemente anticlericali. All'età di otto anni si trasferisce a Como, dove a tredici anni inizia l'attività di apprendista tipografo, ed entra a far parte del sindacato. Dopo poco più di un anno viene però licenziato per essersi rifiutato di fare gli straordinari, anche dietro pagamento. Trova allora lavoro, sempre come tipografo, a Mendrisio.
A diciotto anni prese parte alla Rivoluzione liberale del Canton Ticino: fu tra i protagonisti dell'assalto al Palazzo Governativo di Bellinzona, l'11 settembre 1890. Dopo tre giorni si trasferisce a Ginevra, invitato dai redattori della rivista di sinistra Vita Nuova, con la quale collaborava. Già nel 1893 entra in contatto con diversi esponenti del mondo anarchico, e nel 1896 diviene redattore de L'Emigrante Ticinese illustrato
Nel corso degli anni successivi, Bertoni viene schedato in più occasioni dalla polizia svizzera. La prima volta accade nel 1898: la colpa è l'aver promosso all'interno del sindacato dei tipografi di Ginevra, la partecipazione al Primo Maggio. L'anno dopo viene accusato, insieme agli svizzeri Emile Held e Carlo Frigerio, di aver dato alle stampe L'Almanacco socialista anarchico per l'anno 1900. Il tribunale però li assolve, e sulla scia dell'entusiasmo per questa decisione, nel luglio 1900 fonda e porta alle stampe il primo numero della rivista anarchica Le Réveil socialiste anarchiste - Il Risveglio socialista anarchico, stampata sia in italiano che in francese; resterà l'editore della rivista fino alla propria morte, nel 1947.
Bertoni intensifica nel frattempo l'attività di propaganda, anche attraverso centinaia di conferenze ogni anno. Nel 1901 è tra i promotori del Groupe pour la défense de la liberté d'opinion, un gruppo che diviene promotore dell'informazione al mondo operaio in merito ai soprusi e ai metodi violenti adottati dalla polizia svizzera. Considerato un agitatore sociale, appellato come «gréviculteur» (coltivatore di scioperi), viene arrestato in altre occasioni. Nel 1902 viene accusato di essere l'organizzatore del primo sciopero generale in Svizzera (a Ginevra), e condannato ad un anno di detenzione. Tuttavia sconta solo 132 giorni: viene graziato dal governo di Ginevra in seguito alle pressioni esercitate dal movimento operaio e sindacale, il quale minacciava l'organizzazione di un nuovo sciopero generale. Scontata la pena, diviene segretario della Camera del lavoro di Ginevra; inoltre milita attivamente nella FUOSR (Fédération des Unions Ouvrières de la Suisse Romande), una federazione sindacale alla quale aderiscono anarchici e socialisti delusi dal riformismo.
Viene arrestato ancora nel 1906 (un mese di detenzione, accusato di aver scritto un articolo commemorativo dell'anarchico Gaetano Bresci, autore dell'uccisione del re Umberto I), nel 1907 e nel 1912 (un mese). Intensifica l'attività antimilitarista e nel 1909 promuove l'organizzazione del Congresso antimilitarista di Bienne. In linea con le idee del movimento anarchico e del sindacalismo rivoluzionario, si batte per la causa antimilitarista e per la diserzione: lungo tutto l'arco temporale della prima guerra mondiale, scrive articoli e organizza conferenze. A Londra, nel mese di marzo del 1915, sottoscrive con Errico Malatesta, Carlo Frigerio, Emma Goldman e altri il Manifesto internazionale anarchico contro la guerra. Nel maggio 1918 viene ancora arrestato insieme a 120 anarchici per lo più italiani (tra gli altri: Bruno Misefari, Giuseppe Monnanni, Francesco Ghezzi, Carlo Castagna, Ugo Fedeli), nell'ambito della vicenda delle bombe di Zurigo (una vicenda legata ad una falsa accusa di favoreggiamento riguardante un deposito di armi, provenienti dalla Germania e destinate all'Italia). Bertoni e quasi tutti gli altri imputati vengono però assolti.
Sostiene la rivoluzione spagnola, anche recandosi direttamente in Spagna: nel 1936 partecipa al Congresso internazionale anarchico di Barcellona e fa tappa in Aragona, a sostenere i volontari italiani e svizzeri del fronte anarchico della Guerra civile.
Tuttavia le misure rivoluzionarie del fascismo costringono alla chiusura definitiva de Il Risveglio nel 1940. La pubblicazione continua in modo clandestino fino al termine della seconda guerra mondiale: la rivista viene stampata ogni quindici giorni in opuscolo, in formato bilingue.
Dopo la guerra, Bertoni muore a Ginevra: nel 1947 viene colpito da una emorragia cerebrale.

## Il Risveglio/Le Réveil
Il Risveglio anarchico fu l'organo ufficiale di riferimento del movimento anarchico svizzero. Dapprima quindicinale bilingue (1900-1910, sebbene dal 1905 al 1908 divenga settimanale), successivamente viene pubblicato in due edizioni distinte (1910-1940). Le pubblicazioni vennero soppresse nel 1940, ma continuarono clandestinamente fino al 1946.
Nel 1914, in opposizione al socialismo riformista, il titolo della testata diviene  Il Risveglio comunista anarchico/Le Révéil communiste anarchiste. Nel 1925, il riferimento al comunismo viene eliminato.
Parallelamente al periodico, Bertoni fonda la casa editrice Edizioni del Risveglio/Edition du Réveil, con la quale porterà alle stampe circa cinquanta tra opuscoli e libri.